# Antechinus adustus
Антехінус рудий (Antechinus adustus) — вид сумчастих, родини кволових. Вага 21–42 грама.

## Поширення, екологія
Ендемік Австралії, обмежується тропічним Квінслендом, між хребтом Блювоте і горою Віндзор. Вид знайдений до висоти 600 м над рівнем моря. Цей вид зустрічається тільки у височинному густому тропічному лісі із значною присутністю витких рослин, в районах, які отримують високу кількість сезонних опадів, до 1500 мм на рік. Його вподобання щодо місця проживання такі ж як у Antechinus subtropicus і він проживає у симпатрії з Antechinus godmani та Antechinus flavipes rubeculus. Часто гніздиться в епіфітних папоротей, а також у дуплах дерев. Укривається в дуплах дерев Антехінус рудий часто спільно кількома особинами; гнізда встелені листям, мохом і лишайниками і, як правило, розташовані в середніх і верхніх шарах лісу. Домашній діапазон від 1 до 2 га. Поживою є лускокрилі, твердокрилі та інші комахи, а також павуки, хробаки і дрібні хребетні, такі як скінкові і жаби. Відомо також, що споживає падло.